# HD 56577
HD 56577 eller 145 Canis Majoris är en ensam stjärna belägen i den mellersta delen av stjärnbilden Stora hunden. Den har en skenbar magnitud av ca 4,79 och är svagt synlig för blotta ögat där ljusföroreningar ej förekommer. Baserat på parallax enligt Gaia Data Release 2 på ca 1,4 mas, beräknas den befinna sig på ett avstånd på ca 2 300 ljusår (ca 700 parsek) från solen. Den rör sig bort från solen med en heliocentrisk radialhastighet på ca 28 km/s.

## Egenskaper
HD 56577 är en orange till röd jättestjärna av spektralklass K4 III, eller superjätte av spektralklass K3 Ib. Den har en radie som är ca 240 solradier och har ca 5 250 gånger solens utstrålning av energi från dess fotosfär vid en effektiv temperatur av ca 3 900 K.